# Khosrow Sinai
Khosrow Sinai (en persa: خسرو سینایی‎, Sári, 19 de enero de 1941-Teherán, 31 de julio de 2020) fue un director de cine iraní. Sus obras se basan en temas sociales. Fue el primer director de cine iraní que obtuvo un premio de cine internacional después de la revolución islámica en irán. También fue conocido como un estudioso iraní y ha obtenido la Cruz de los caballeros de la Orden del Mérito de la República Polaca.

## Biografía
Se graduó en la escuela secundaria Alborz en 1958 (Teherán), y luego fue a Austria para proseguir su educación, donde pasó cuatro años estudianto arquitectura en la Universidad de Tecnología de Viena y tres años de composición musical en la Academia de Música y Arte dramático de Viena.
Se graduó en educación musical por el conservatorio de música de Viena con honores. Finalmente se graduó como director de cine y televisión (estudios principales) y escritura de guines (estudios secundarios).[cita requerida]
En 1963 publicó una colección de poesía. Regresó a Irán en 1967 y trabajó para el Ministerio de Cultura y Arte hasta 1972, y como instructor en varias universidades en los campos de guiones y películas documentales hasta 1992. También trabajó en la Televisión Nacional Iraní (actualmente llamada Seda o Sima) como productor, guionista, director y editor haciendo alrededor de cien cortos y documentales. Era conocido por sus documentales de vanguardia y también por su estilo único en el docudrama. Ha sido jurado en varios festivales de cine, tanto nacionales como extranjeros.[cita requerida]
Arouse Atash ("La esposa del fuego", 2000) fue una de sus películas más exitosas, y llamó la atención del público y de la crítica; trata de una joven originaria de una zona tribal que se enamora en la universidad de Teherán pero a quien sus padres casan con un primo, con dramáticas consecuencias. (enlace roto disponible en Internet Archive; véase el historial, la primera versión y la última).
Falleció el 31 de julio de 2020 en el Hospital Amir Alam de Teherán a causa de la COVID-19.

## Filmografía como director
- Zende bad (1979), título internacional en inglés: Long live...!, premiada en el Festival Internacional de Cine de Karlovy Vary de 1980
- Hayoola-ye daroon (1983)
- Yar dar khaneh va (1988)
- Dar kouchehay-e eshq (1991), título internacional en inglés: In the Alleys of Love, presentada en la sección "Una cierta mirada" del Festival de Cannes 1991
- Koocheye payiz (1997)
- Arous-e atash (2000), Bride of Fire, "La esposa del fuego"
- Goft-o-goo ba saye (2006), título internacional en inglés: Talking with a Shadow
- Farsh, asb, Turkaman (2006)
- Mesl-e yek ghesse (2007)